# John Adams, primer baró Adams
John Adams, primer baró Adams   (12 d'octubre de 1890 - 23 d'agost de 1960) John Jackson Adams, 1r Baró Adams, OBE, JP va ser un polític i servidor públic britànic. Fill de Thomas Adams i Mary Bowness, va ser nomenat noble com a baró Adams el 16 de febrer de 1949, el primer home nascut a Cumberland en rebre aquest honor des de 1797.

## Biografia
Nascut l'any 1890 a Arlecdon, Cumberland, va ser educat a l'Arlecdon Council School, però deixà els estudis de jove per a guanyar diners per a la seva família; primer ajudant a una granja, i després a les mines, ja que el seu pare havia mort en un accident miner quan Adams només tenia quatre anys. El 1910 va emigrar a Nova Zelanda, juntament amb homes que més tard van ocupar càrrecs del gabinet en el país. Va retornar a West Cumberland el 1914 i es va submergir en la política local.

## Carrera política
El 1919 va liderar amb èxit una candidatura electoral al Consell del Districte d'Arlecdon i Frizington. El qual va esdevenir el primer consell completament Laborista escollit a Anglaterra, on John va ocupar el càrrec de president del Consell del districte urbà d'Arlecdon i Frizington de 1919 a 1923. També va esdevenir conseller del comtat l'any 1919 i a partir de 1922 va ser vicepresident del Comitè de Salut del Comtat, i més tard president, període durant el qual la mortalitat infantil a la zona va baixar un 60%. El 1921 es va convertir en secretari general de la Winding Enginemen's Union, amb seu a Workington, i va ser membre del Workington Borough Council de 1923 a 1931. Abans de 1934 li va ser otorgada l'oficina de regidor del comtat .
L'efecte de la Gran Depressió a West Cumberland va ser tan greu que a la dècada de 1930 West Cumberland es va convertir en una "Àrea Especial". Adams va ser convidat a convertir-se en secretari del nou "Consell de Desenvolupament de Cumberland". També va esdevenir director general de la companyia West Cumberland Industrial Development Co. Ltd, amb la intenció de construir fàbriques per llogar, la primera de les quals va ser a Millom, mentre que a Whitehaven es va establir la West Cumberland Silk Mills. Un altre fet important on va participar va ser la reobertura de les mines de carbó de Whitehaven el 1937, amb el suport de Nuffield Trust. La clau del seu èxit va ser la seva capacitat per aconseguir un suport transversal i el suport de individus que rarament s'implicaven en la política; tots units per combatre els terribles efectes la taxa d'atur superior al 50% a West Cumberland.
Va ocupar el càrrec de Controlador Regional Adjunt de la Junta de Comerç de la Subregió de Cumberland i Westmorland entre 1944 i 1948, i en retirar-se d'aquest càrrec li va ser atorgat l'ordre de l'Imperi Britànic. També va establir les bases per atraure la nova indústria nuclear a West Cumberland i, com a conseqüència, la Royal Ordnance Factory Sellafield es va canviar el nom a Windscale, i més tard a Windscale and Calder Works, de la UKAEA (coneguda actualment com a Sellafield Site). Aquesta indústria va absorbir la mà d'obra de la postguerra apareguda a causa del declivi de les Fabriques d'Ordre Real de Sellafield i Drigg i de les indústries mineres i pesades de West Cumberland. És possible que aquesta fita hagi esdevngut la part més important del seu llegat. El 1949 Adams va ser elevat a la noblesa com a baró Adams, d'Ennerdale al comtat de Cumberland.
Es va jubilar el 1959 i va morir el 1960. Es troba enterrat al cementiri d'Arlecdon. El recinte recreatiu Adams a St Bees es va crear en la seva memòria.

## Família
Lord Adams es va casar amb Agnes Jane Birney el 1914. La parella va tenir un fill, Thomas Adams (n. 1923), que va morir en la infància. Com que Lord Adams no tingué cap descendent masculí que el sobrevisqués, el seu títol nobiliari es va extingir a la seva mort el 23 d'agost de 1960.